# 小林市
小林市（こばやしし）は、宮崎県の南西部に位置する市。県西エリアの西諸（にしもろ）地域（医療圏など）に属する。

## 地理

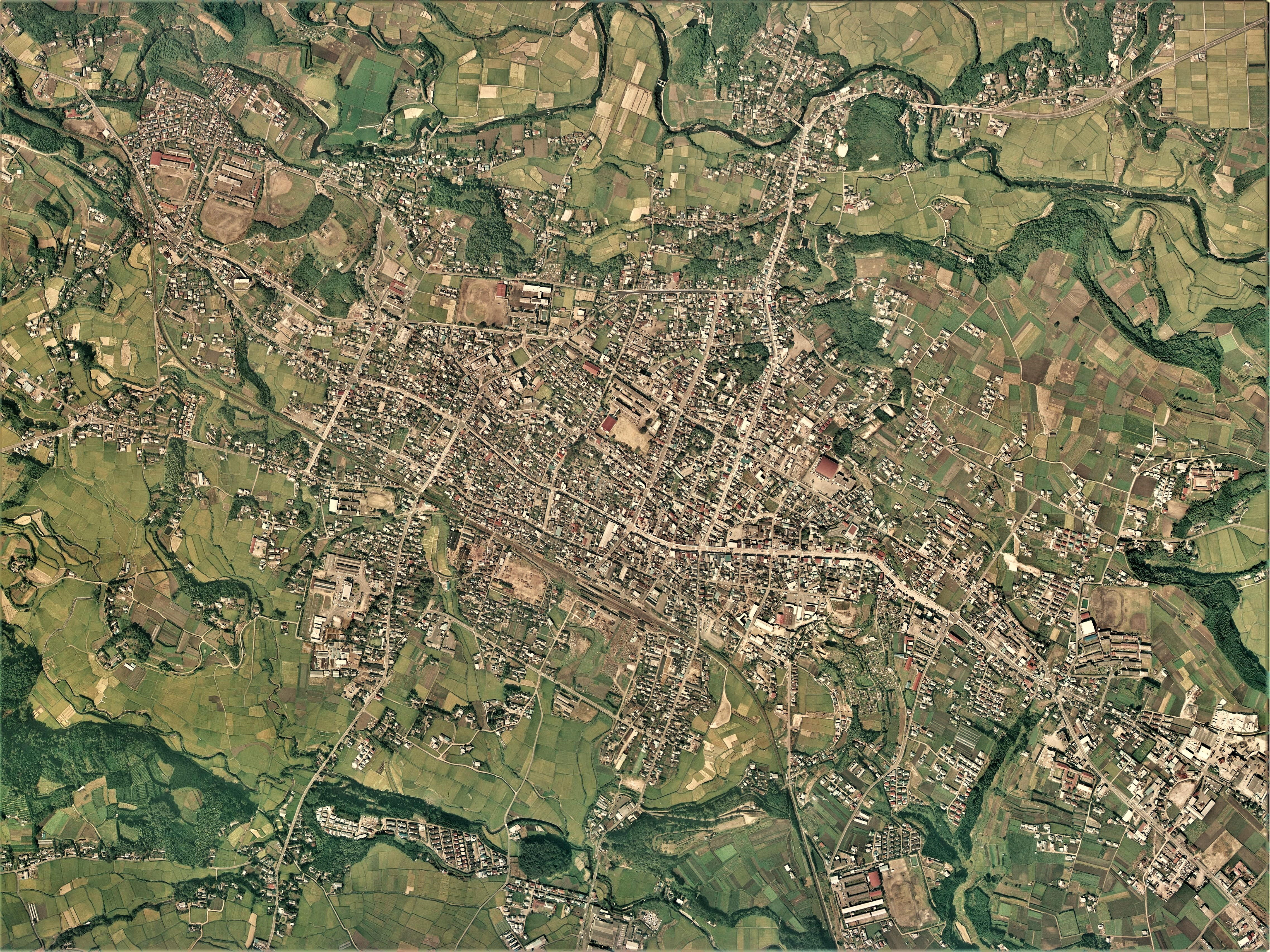
小林市中心部周辺の空中写真。
1976年10月6日撮影の3枚を合成作成。。

宮崎県の南西部、宮崎市の西北西約60kmの場所に位置し、市域北東部で熊本県と接し、市域南西部では鹿児島県と接する。小林市は西諸地域における最大都市であり、西諸圏域のほぼ中央部に位置することから産業・経済等において中心的役割を担っている。
市の南西部は霧島連山の北東部にあたり、韓国岳（標高1,700m）、新燃岳（標高1421m）、夷守岳（標高1,344m）、中岳（標高1,332m）、矢岳（標高1,132m）、高千穂峰（標高1,574m）および火口湖の大幡池を市域に含む。霧島連山の北麓には生駒高原（標高540m）がある。
中南部ではカルデラが陥没した小林盆地が形成されており、小林盆地の北部が市の中心市街地となっている。小林盆地の中を岩瀬川が東西に流れる。霧島連山の山麓にあるため、随所に名水が湧出し温泉も多い。

### 気候
| 小林（2000年 - 2020年）の気候      | 小林（2000年 - 2020年）の気候 | 小林（2000年 - 2020年）の気候 | 小林（2000年 - 2020年）の気候 | 小林（2000年 - 2020年）の気候 | 小林（2000年 - 2020年）の気候 | 小林（2000年 - 2020年）の気候 | 小林（2000年 - 2020年）の気候 | 小林（2000年 - 2020年）の気候 | 小林（2000年 - 2020年）の気候 | 小林（2000年 - 2020年）の気候 | 小林（2000年 - 2020年）の気候 | 小林（2000年 - 2020年）の気候 | 小林（2000年 - 2020年）の気候 |
| 月                                 | 1月                           | 2月                           | 3月                           | 4月                           | 5月                           | 6月                           | 7月                           | 8月                           | 9月                           | 10月                          | 11月                          | 12月                          | 年                            |
| ---------------------------------- | ----------------------------- | ----------------------------- | ----------------------------- | ----------------------------- | ----------------------------- | ----------------------------- | ----------------------------- | ----------------------------- | ----------------------------- | ----------------------------- | ----------------------------- | ----------------------------- | ----------------------------- |
| 最高気温記録 °C （°F）             | 22.5 (72.5)                   | 23.0 (73.4)                   | 26.4 (79.5)                   | 30.0 (86)                     | 33.6 (92.5)                   | 34.8 (94.6)                   | 36.6 (97.9)                   | 38.3 (100.9)                  | 35.9 (96.6)                   | 33.2 (91.8)                   | 28.2 (82.8)                   | 22.6 (72.7)                   | 38.3 (100.9)                  |
| 平均最高気温 °C （°F）             | 10.5 (50.9)                   | 12.7 (54.9)                   | 16.0 (60.8)                   | 20.9 (69.6)                   | 24.9 (76.8)                   | 26.5 (79.7)                   | 31.0 (87.8)                   | 31.7 (89.1)                   | 28.7 (83.7)                   | 24.0 (75.2)                   | 18.2 (64.8)                   | 12.5 (54.5)                   | 21.4 (70.5)                   |
| 日平均気温 °C （°F）               | 5.8 (42.4)                    | 7.4 (45.3)                    | 10.3 (50.5)                   | 15.0 (59)                     | 19.3 (66.7)                   | 22.1 (71.8)                   | 26.0 (78.8)                   | 26.4 (79.5)                   | 23.6 (74.5)                   | 18.8 (65.8)                   | 13.2 (55.8)                   | 7.7 (45.9)                    | 16.3 (61.3)                   |
| 平均最低気温 °C （°F）             | 1.7 (35.1)                    | 2.8 (37)                      | 5.2 (41.4)                    | 9.8 (49.6)                    | 14.6 (58.3)                   | 18.6 (65.5)                   | 22.5 (72.5)                   | 22.9 (73.2)                   | 19.9 (67.8)                   | 14.4 (57.9)                   | 8.7 (47.7)                    | 3.5 (38.3)                    | 12.0 (53.6)                   |
| 最低気温記録 °C （°F）             | −8.7 (16.3)                   | −6.9 (19.6)                   | −2.8 (27)                     | −0.8 (30.6)                   | 4.9 (40.8)                    | 11.4 (52.5)                   | 16.6 (61.9)                   | 17.3 (63.1)                   | 10.9 (51.6)                   | 4.2 (39.6)                    | −0.9 (30.4)                   | −4.2 (24.4)                   | −8.7 (16.3)                   |
| 降水量 mm （inch）                 | 77.1 (3.035)                  | 132.7 (5.224)                 | 165.2 (6.504)                 | 182.3 (7.177)                 | 226.5 (8.917)                 | 606.7 (23.886)                | 473.8 (18.654)                | 256.6 (10.102)                | 306.1 (12.051)                | 136.9 (5.39)                  | 110.7 (4.358)                 | 99.8 (3.929)                  | 2,774.1 (109.217)             |
| 平均降水日数 （≥1.0 mm）           | 7.5                           | 9.7                           | 11.0                          | 10.4                          | 10.1                          | 16.9                          | 14.8                          | 12.6                          | 12.6                          | 8.1                           | 8.4                           | 7.3                           | 129.0                         |
| 平均月間日照時間                   | 162.2                         | 156.1                         | 194.2                         | 187.9                         | 178.9                         | 110.0                         | 175.3                         | 186.5                         | 155.0                         | 175.7                         | 155.9                         | 157.7                         | 1,999.8                       |
| 出典1：Japan Meteorological Agency |                               |                               |                               |                               |                               |                               |                               |                               |                               |                               |                               |                               |                               |
| 出典2：気象庁                      |                               |                               |                               |                               |                               |                               |                               |                               |                               |                               |                               |                               |                               |

### 隣接している自治体
- 宮崎県
  - 宮崎市
  - 都城市
  - えびの市
  - 西諸県郡高原町
  - 東諸県郡綾町
  - 児湯郡西米良村
- 熊本県
  - 球磨郡多良木町
  - あさぎり町
- 鹿児島県
  - 霧島市

### 地名
- 北西方
- 堤
- 水流迫
- 東方
- 細野
- 真方
- 南西方
- 本町
- 駅南

野尻町

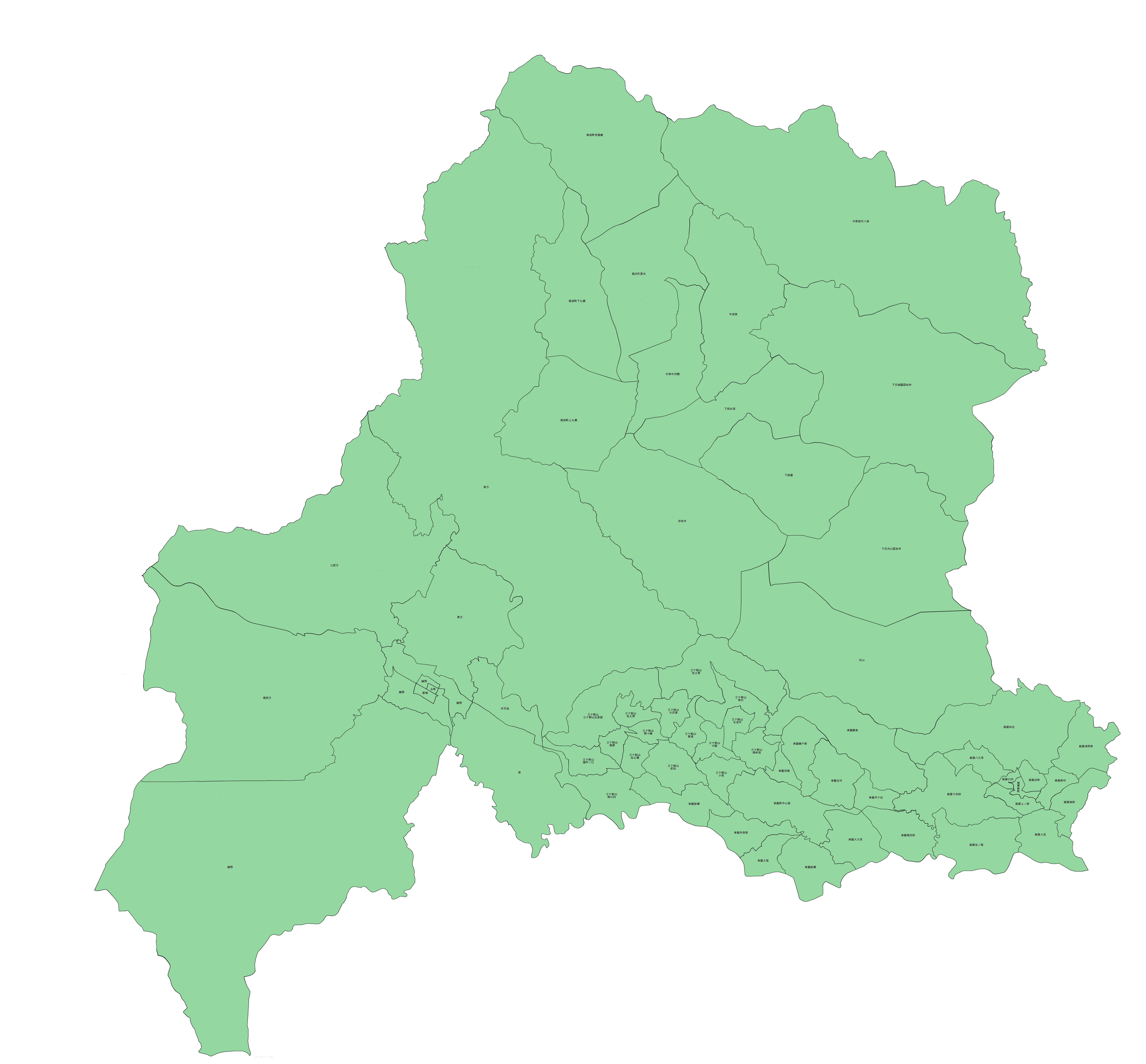
小林市地図

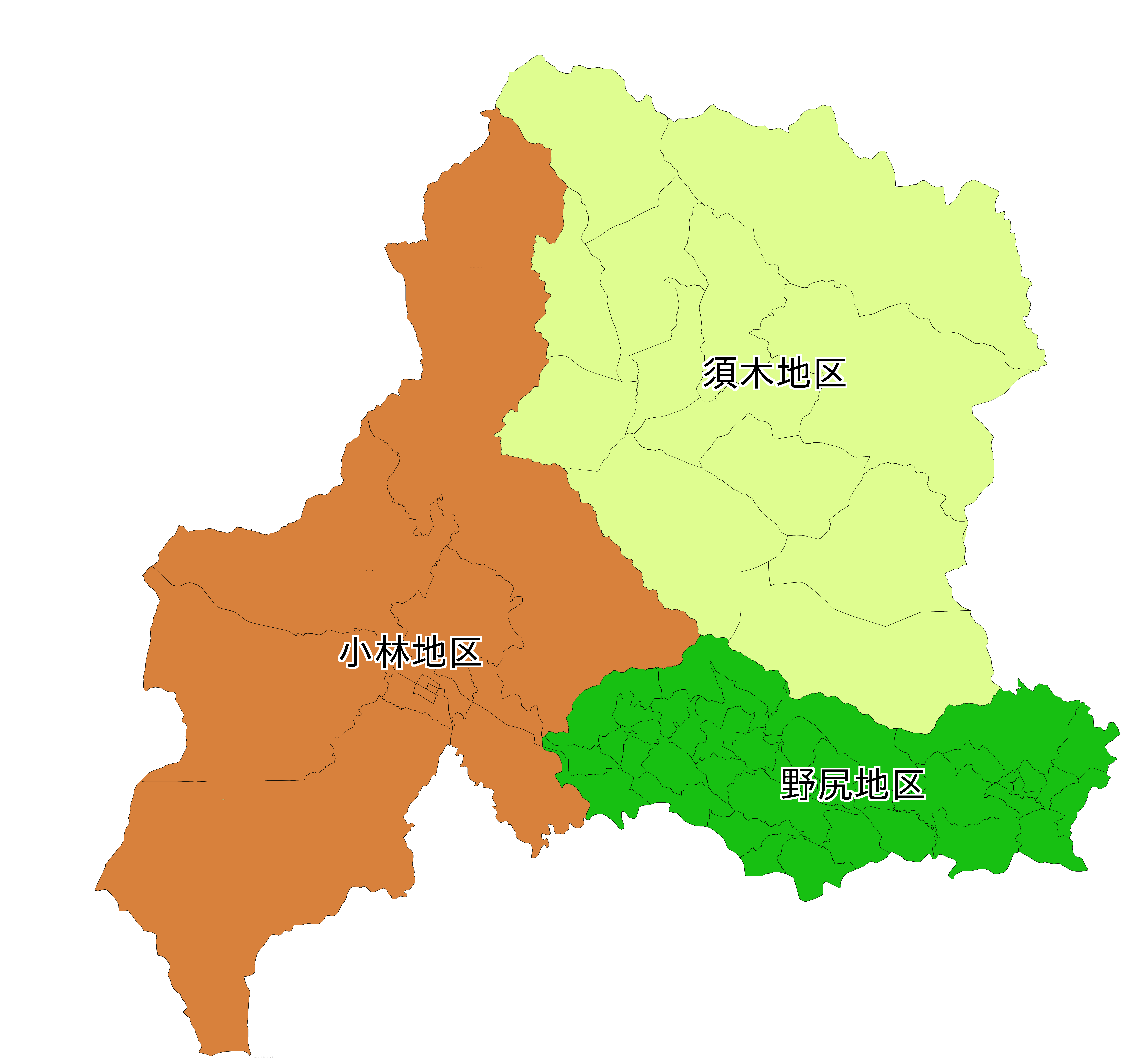
地域区分

合併後は従来の大字の前に野尻町を冠する。
- 東麓
- 三ヶ野山
- 紙屋(旧紙屋村)

須木(旧須木村)
合併後は従来の大字の前に須木を冠する。なお、現在の5大字が置かれたのは1981年で、それまでは全域大字なしであった。
- 内山
- 下田
- 鳥田町
- 中原
- 奈佐木

## 歴史
- 当初は「夷守（ひなもり）」の名で呼ばれていた。これは夷敵を討つための兵の軍役所があったことに由来する。
- 源平合戦（治承・寿永の乱）の頃に三山城が完成するとその城を中心として政が行われるようになり、地名も「三山」へと変化し真幸院の中に組み込まれる。日下部氏による統治を経て、200年近く北原氏により統治されてきたが、永禄年間に北原氏の領地は家督問題に干渉してきた伊東義祐により横奪される。しかし、北原旧臣が御家再興を企図し、その願いに応じた島津貴久・北郷時久が領地奪還を支援したことで伊東氏の追い出しに成功。再び北原の領有に帰したが、北原家中の内訌により再び伊東が占領し返すなど混迷の十数年を送る。
- 元亀3年（1572年）、島津氏が木崎原の戦いで伊東氏に勝利する。以降、伊東の支配体制は大幅に弱体化し、 天正4年（1576年）に小林村の小林城が離反により島津氏に帰すると、小林城を中心とした治世が行われるようになり、地名も「小林」となり、以後は幕藩体制の終焉まで島津氏の治めるところとなる。
- 元和元年（1615年）に一国一城令が発せられると、薩摩藩の外城制に伴い、上の馬場に地頭仮屋を設けてそこを治所とした。小林は大・中・小の郷村の区分けの内の大郷となり、小林村・細野村・十日町村・温水村・堤分村・真方村・水流迫村・大豆別府村・北方村・西方村の11ヶ村に分かれた。後に村の改廃が行われたものか、小林村・細野村・堤村・真方村・水流迫村・東方村・北西方村の7ヶ村と、十日町と五日町の野町2ヶ所が置かれた。
- 延宝2年（1674年）、開田の中でも大規模なものが行われ、上細野および宝光院用水路開設による下細野の水田が開墾される。これにより細野は「細野3千石」と称される穀倉地帯となった。
- 1871年（明治4年）7月、 廃藩置県により鹿児島県に編入。同年11月に都城県に移るも、都城県が廃止され新設された宮崎県に編入される。しかし、1876年（明治9年）にその宮崎県も廃止されると再び鹿児島県に編入され諸県郡となる。しかし県庁が遠隔地となったことに伴う不便さから1880年（明治13年）に分県運動が起こり、1883年（明治16年）5月に再び宮崎県が再置されると、小林は宮崎県・北諸県郡の管轄となる。その翌年に北諸県郡が東・西・北に分けられ、西諸県郡に属する。
- 1927年（昭和2年）1月28日 - 大火。約500戸が全焼[5]。

### 行政区域の変遷

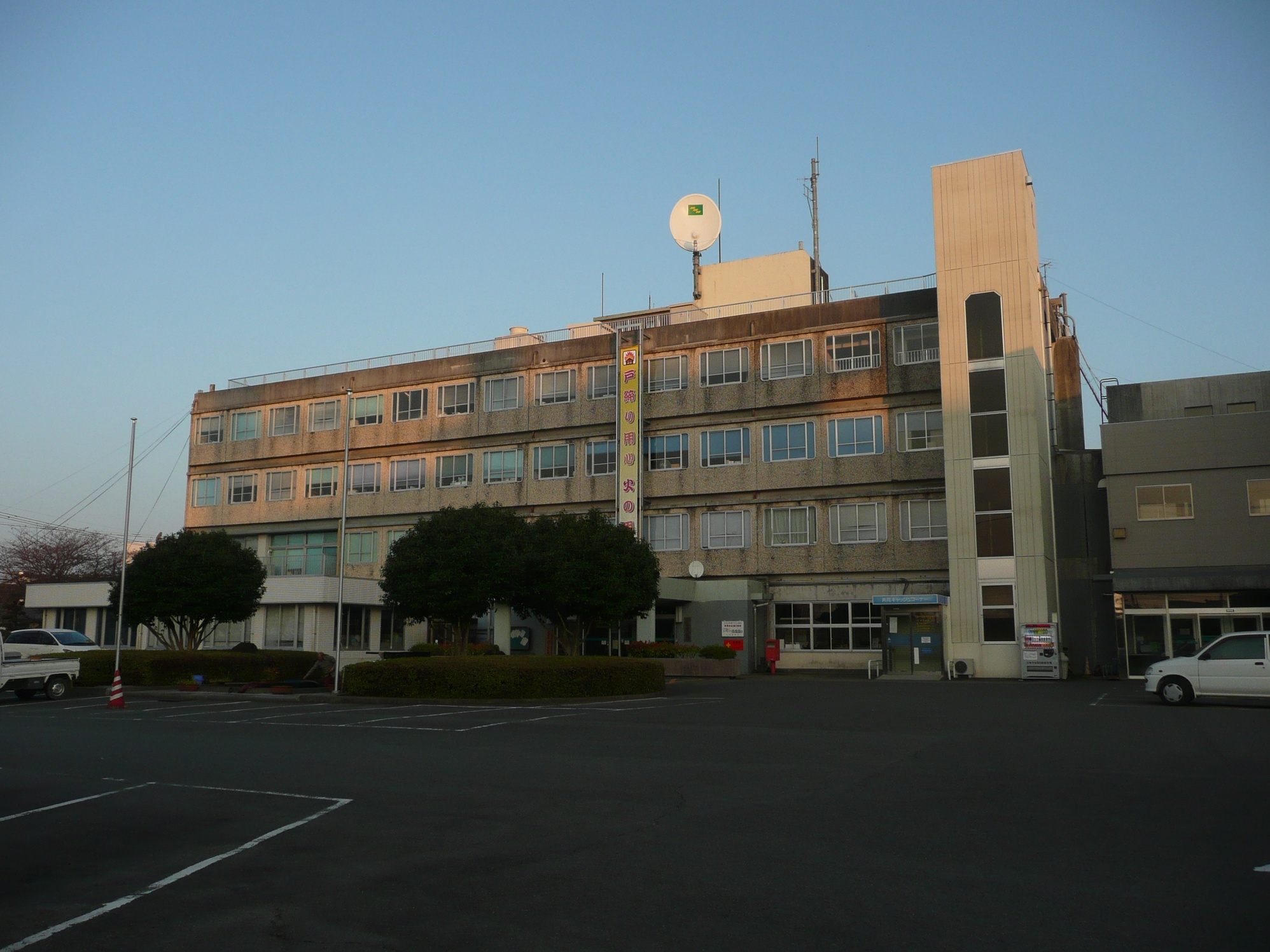
1964年 - 2017年の市役所庁舎（2009年撮影）

- 1889年（明治22年）5月1日 - 町村制施行により、西諸県郡五日町・十日町・堤村・水流迫村・東方村・北西方村、南西方村・細野村・真方村の区域をもって小林村が発足。
- 1912年（大正元年）12月25日 - 町制施行し、小林町となる。
- 1950年（昭和25年）4月1日 - 市制施行、小林市となる。
- 2006年（平成18年）3月20日 - 西諸県郡須木村と新設合併し、改めて小林市が発足。
- 2010年（平成22年）3月23日 - 西諸県郡野尻町を編入。

なお、（旧）小林市は宮崎県の市では唯一明治の大合併以降一度も合併を経験していなかったが、2006年の合併により消滅したため、宮崎県では全ての市が合併を経験していることになった。

## 行政
- 市長（3代）：宮原義久（2018年4月23日就任、2期目[6]）

歴代市長
- 初代：堀泰一郎（2006年4月23日 - 2010年4月22日、1期）
- 2代：肥後正弘（2010年4月23日 - 2018年4月22日、2期）

### 議会
定数:19

### 県の行政機関
- 小林県税・総務事務所
- 小林保健所
- 西諸県農林振興局
- 小林土木事務所

### 国の行政機関
- 宮崎地方法務局小林出張所
- 熊本国税局小林税務署
- 宮崎労働局小林公共職業安定所
- 小林簡易裁判所

## 警察・消防

### 警察
- 小林警察署
  - 小林駅前交番
  - 堤交番
  - 須木駐在所
  - 西小林駐在所
  - 東方駐在所
  - 細野駐在所
  - 真方駐在所
  - 野尻駐在所
  - 紙屋駐在所
  - 三ヶ野山駐在所
- 小林交通安全協会
- 小林地区防犯協会

### 消防
- 西諸広域行政事務組合
  - 中央消防署
    - 須木分遣所
    - 野尻分遣所

## 通信

### 郵便局
- 小林郵便局（集配局）
- 須木郵便局（集配局）
- 野尻郵便局（集配局）
- 東方郵便局
- 小林上町郵便局
- 西小林郵便局
- 紙屋郵便局
- 栗須郵便局

簡易郵便局
- 水流迫簡易郵便局
- 三松簡易郵便局
- 小林城山簡易郵便局
- 小林西町簡易郵便局
- 小林南町簡易郵便局
- 細野簡易郵便局
- 永久津簡易郵便局
- 真方簡易郵便局
- 西原簡易郵便局

## 姉妹都市
能登町（石川県） - 平成24年11月23日締結

## 地域

### 人口
| |                                        |  |
| 小林市と全国の年齢別人口分布（2005年） | 小林市の年齢・男女別人口分布（2005年） |  |
| ■紫色 ― 小林市 ■緑色 ― 日本全国 | ■青色 ― 男性 ■赤色 ― 女性              |  |
| 小林市（に相当する地域）の人口の推移 \| 1970年（昭和45年） \| 52,415人 \| \| \| 1975年（昭和50年） \| 51,037人 \| \| \| 1980年（昭和55年） \| 52,762人 \| \| \| 1985年（昭和60年） \| 53,753人 \| \| \| 1990年（平成2年） \| 53,480人 \| \| \| 1995年（平成7年） \| 52,828人 \| \| \| 2000年（平成12年） \| 51,697人 \| \| \| 2005年（平成17年） \| 49,820人 \| \| \| 2010年（平成22年） \| 48,270人 \| \| \| 2015年（平成27年） \| 46,221人 \| \| \| 2020年（令和2年） \| 43,670人 \| \| |                                        |  |
| 総務省統計局 国勢調査より |                                        |  |
| 1970年（昭和45年） | 52,415人                               |  |
| 1975年（昭和50年） | 51,037人                               |  |
| 1980年（昭和55年） | 52,762人                               |  |
| 1985年（昭和60年） | 53,753人                               |  |
| 1990年（平成2年） | 53,480人                               |  |
| 1995年（平成7年） | 52,828人                               |  |
| 2000年（平成12年） | 51,697人                               |  |
| 2005年（平成17年） | 49,820人                               |  |
| 2010年（平成22年） | 48,270人                               |  |
| 2015年（平成27年） | 46,221人                               |  |
| 2020年（令和2年） | 43,670人                               |  |

### 教育

#### 小学校
- 小林市立小林小学校
- 小林市立幸ヶ丘小学校
- 小林市立東方小学校
- 小林市立永久津小学校
- 小林市立西小林小学校
- 小林市立細野小学校
- 小林市立南小学校
- 小林市立三松小学校
- 小林市立須木小学校
- 小林市立野尻小学校
- 小林市立栗須小学校
- 小林市立紙屋小学校

#### 中学校
- 小林市立小林中学校
- 小林市立東方中学校
- 小林市立永久津中学校
- 小林市立西小林中学校
- 小林市立細野中学校
- 小林市立三松中学校
- 小林市立須木中学校
- 小林市立野尻中学校
- 小林市立紙屋中学校

#### 高等学校
- 宮崎県立小林高等学校
- 宮崎県立小林秀峰高等学校
- 小林西高等学校（私立）

#### 特別支援学校
- 宮崎県立小林こすもす支援学校

## 交通

### 空港
最寄り空港は鹿児島空港または宮崎空港。宮崎空港へは直通バスがあるが、鹿児島空港へは鉄道と一般乗合バスを乗り継ぐ必要がある。

### 鉄道路線
九州旅客鉄道（JR九州）
- 吉都線
  - 小林駅 - 西小林駅
- 中心となる駅: 小林駅

### 路線バス
- 宮崎交通
  - 宮崎市 - 高原町 - 小林市
  - 都城市 - 高原町 - 小林市
  - 小林市 - 高原町
  - 小林市 - えびの市
  - 小林市内
- 小林市コミュニティバス

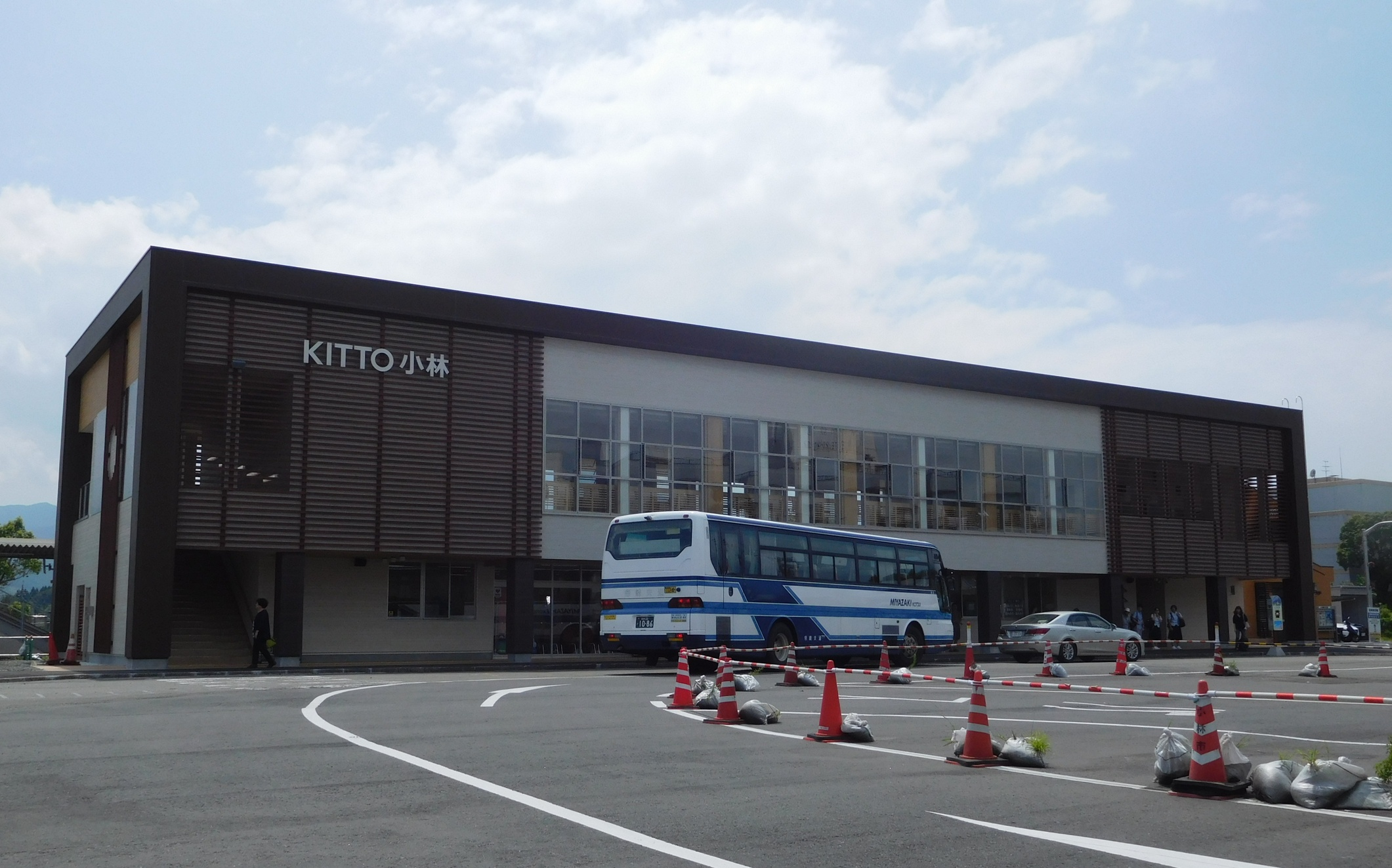
KITTO小林。バスターミナル機能も兼ねる（小林駅隣接）

- 高速バス - 小林インターチェンジバス停に停車
  - フェニックス号：福岡市・基山町・久留米市・八女市 - 八代市 - 人吉市 - 小林市
  - みとシティライナー：福岡市・八代市（新八代駅） - 小林市
  - ブルーロマン号：長崎市・諫早市・大村市 - 小林市
  - なんぷう号：熊本市・益城町 - 氷川町 - 人吉市 - えびの市 - 小林市 - 都城市 - 宮崎市
  - B&Sみやざき号：八代市（新八代駅） - 小林市

### 道路

#### 高速道路
- E10 宮崎自動車道
  - 1 小林IC - 霧島SA

#### 一般国道
- 国道221号
- 国道265号
- 国道268号

#### 県道
- 主要地方道
  - 宮崎県道・鹿児島県道1号小林えびの高原牧園線
  - 宮崎県道26号宮崎須木線
  - 宮崎県道29号高原野尻線
  - 宮崎県道42号都城野尻線
  - 宮崎県道53号京町小林線
- 一般県道
  - 鹿児島県道・宮崎県道104号霧島公園小林線
  - 宮崎県道・熊本県道143号中河間多良木線
  - 宮崎県道・熊本県道144号槻木田代八重線
  - 宮崎県道360号田代八重綾線
  - 宮崎県道401号奈佐木高岡線
  - 宮崎県道404号石阿弥陀五日市線
  - 宮崎県道405号西麓小林線
  - 宮崎県道409号生駒高原北西方線
  - 宮崎県道410号木浦木小林停車場線

#### 道の駅
- ゆ〜ぱるのじり

## 名所・旧跡・観光スポット・祭事・催事
- 生駒高原
- 北きりしまコスモドーム
- 出の山公園
  - 出の山湧水（名水百選）
  - 出の山淡水魚水族館
- 陰陽石
- 霧島山
- 旧岩瀬橋（国の登録有形文化財）
- 霧島岑神社
- 三之宮峡（遊歩百選）

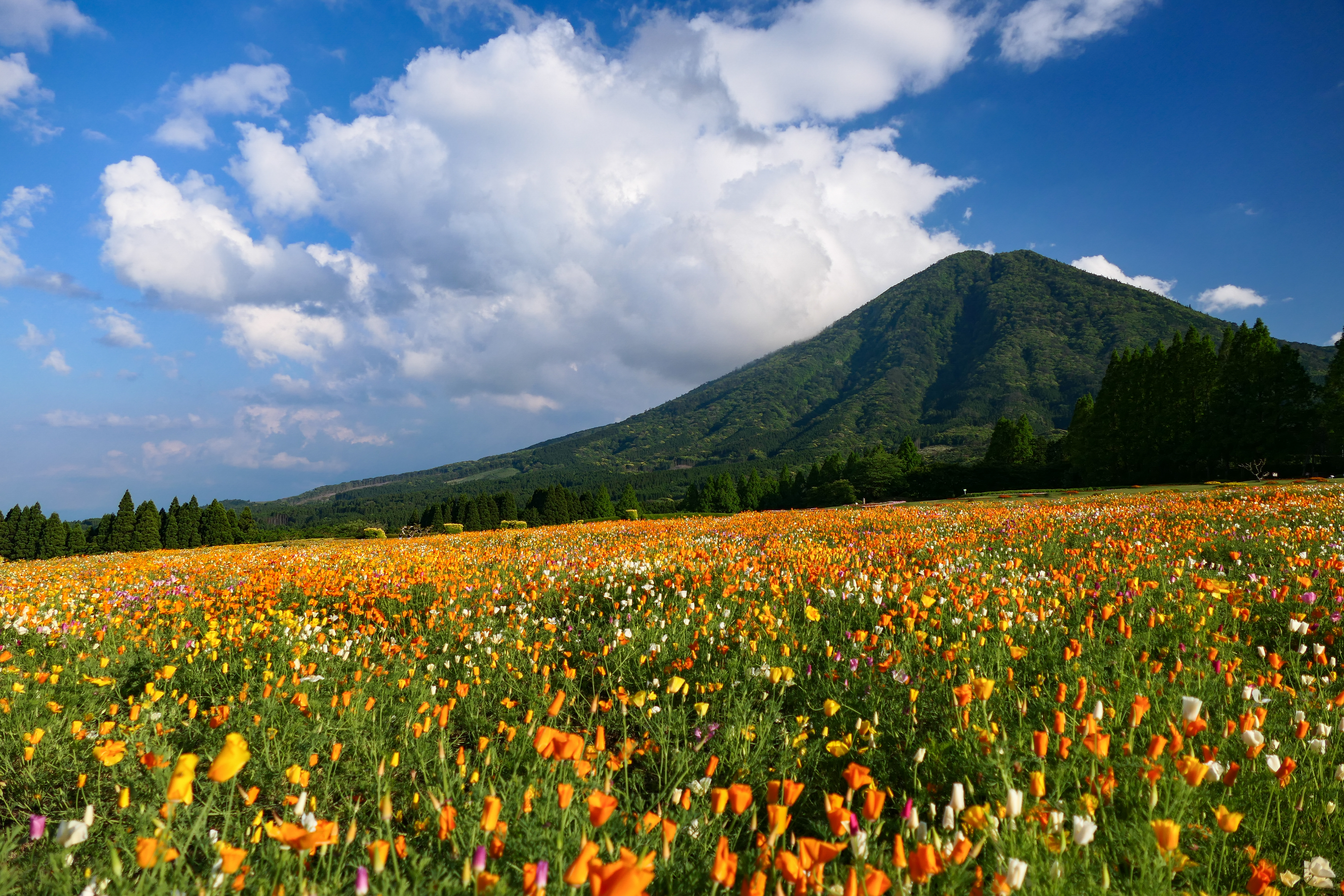
生駒高原の花畑と夷守岳

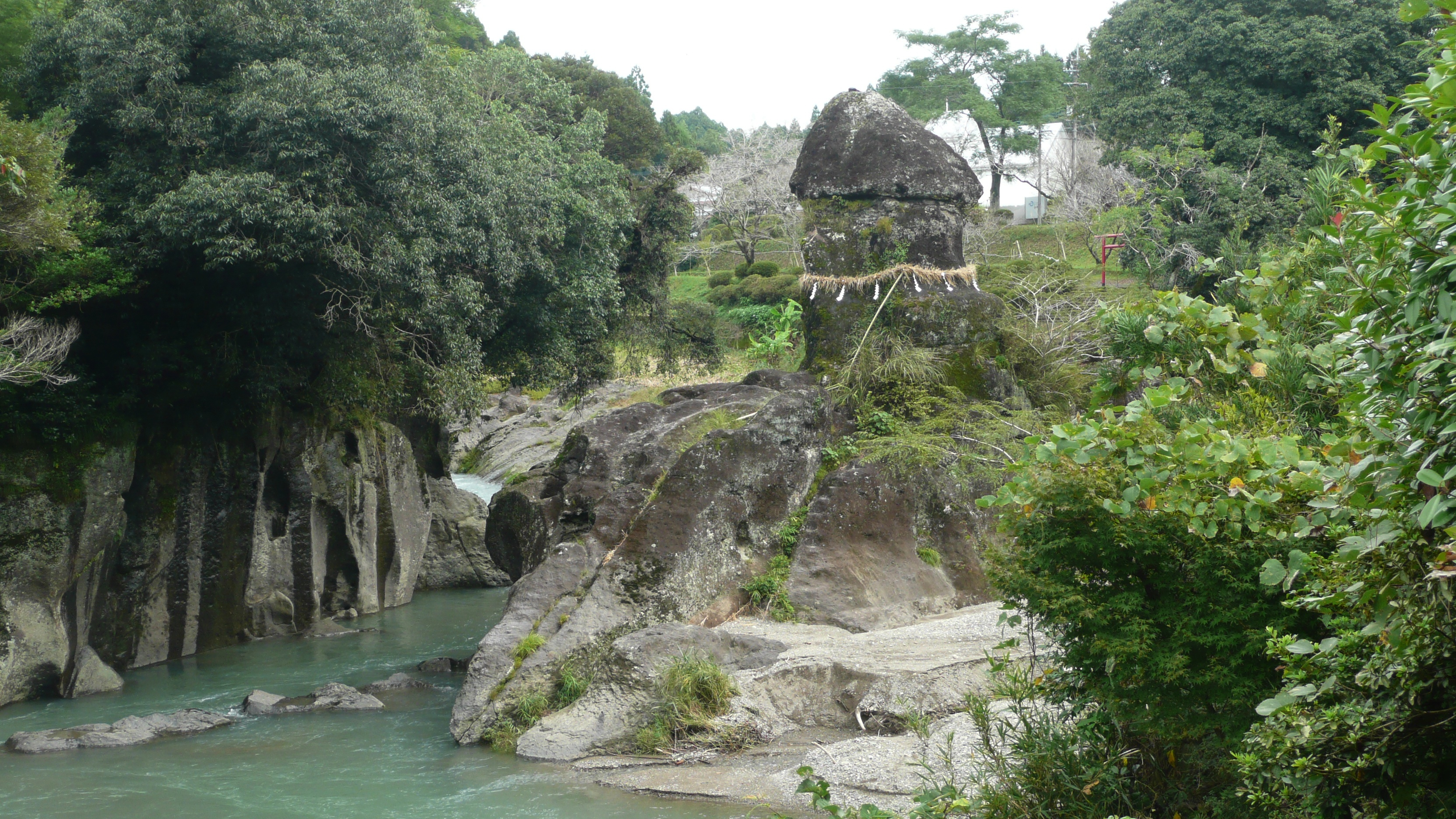
陰陽石

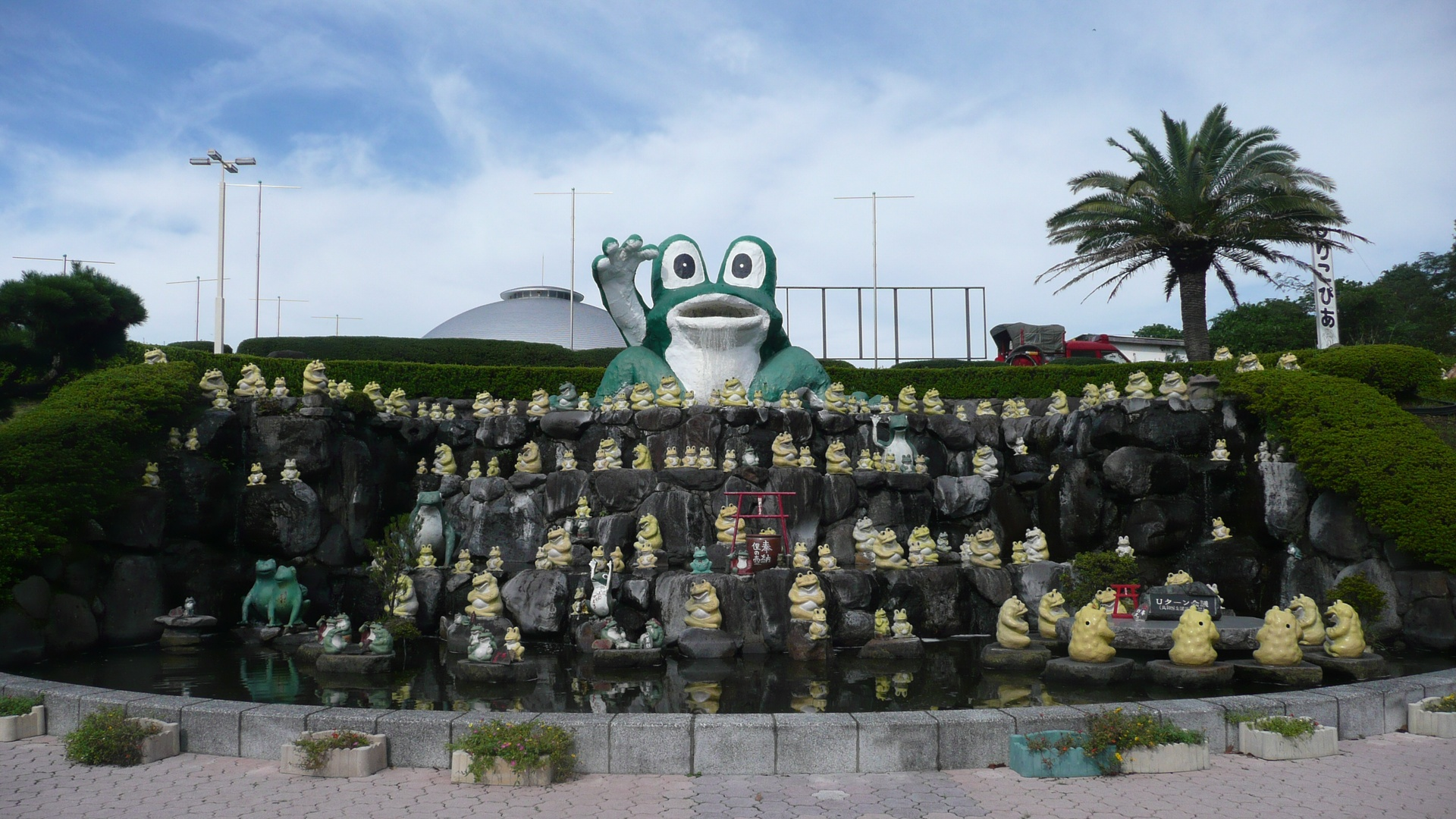
のじりこぴあ

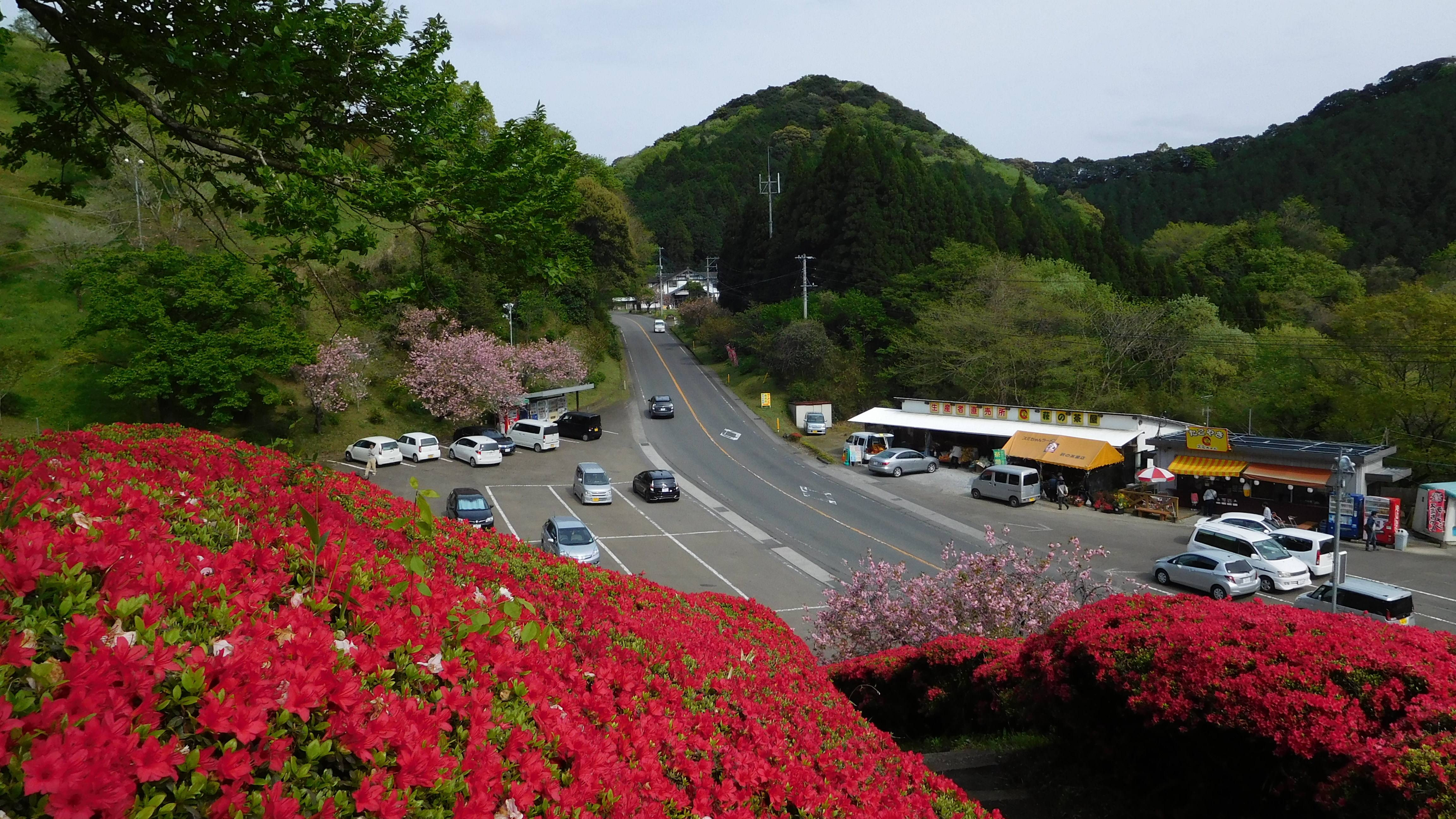
萩の茶屋

  - 三之宮峡の櫓の轟（日本の音風景100選）
- 伊東塚
- 小林城址
- 須木城址
- 野尻城址
- 粥餅田古戦場跡
- 紙屋関所跡
- 伊集院忠真の墓
- 米良筑後守の墓
- 柚ノ木崎丹後守の墓
- 仲五塚（上井兼政の墓）
- 小林古墳
- 大萩古墳
- 九ッ塚古墳
- 東麓石窟仏
- 永久井野かくれ念仏洞
- 景行天皇御腰掛石
- 森永貞一郎記念館
- すきむらんど
  - ままこ滝
  - 大つり橋
- のじりこぴあ
- 道の駅ゆ〜ぱるのじり
- まきばの桜まつり（毎年桜の開花時期）
- こばやし名水まつり（毎年8月上旬）
- こばやし秋まつり（毎年11月23日）

## 著名な出身者

### 政治
- 森永貞一郎（官僚、日本銀行総裁）
- 小斉平敏文（政治家、元参議院議員）
- 横山通英（小林村長、衆議院議員）

### 文化
- 牛島信（弁護士・小説家）
- 八反ふじを（作詞家）
- 藤野もやむ（漫画家）
- 鳥丸軍雪（ファッションデザイナー）

### 芸能・音楽
- 斉藤慶子（女優）
- 井料瑠美（女優）
- 石原有輝香（シンガーソングライター）
- NOBU（シンガーソングライター）
- 大萩康司（ギタリスト）
- 吉野北人(THE RAMPAGE from EXILE TRIBEボーカル)
- イワクラ(岩倉美里)（お笑い芸人・蛙亭）
- NARITO(all at onceボーカル)
- 宮里陽太(サックスプレイヤー)

### スポーツ
- ハル薗田（プロレスラー、全日本プロレス）
- 井手正太郎（プロ野球選手、横浜DeNAベイスターズ外野手）
- 大迫明伸（柔道選手、競技男子86kg級銅メダリスト）
- 北郷謙二郎（バスケットボール選手、オーエスジーフェニックス東三河）
- 甲斐昭人（ハンドボール選手）
- 鈴季すず（プロレスラー、スターダム）